# 山西鹿蹄草
山西鹿蹄草（学名：Pyrola shanxiensis）为鹿蹄草科鹿蹄草属下的一个种。